# Міжгірний прогин
Міжгірний прогин (рос. межгорный прогиб , англ. intermountain trough, нім. intermontane Senke f, Zwischensenke f) – тектонічна западина між складчастими гірськими спорудами, утворена внаслідок прогинання земної кори одночасно з підйомом навколишніх хребтів і звичайно заповнена потужними товщами уламкових відкладів – молас. Виникає на стадії перетворення геосинклінальної області в гірсько-складчасту країну або під час формування таких країн на місці материкових платформ. 
Приклади П.м. – Куринська і Ферганська западини. З П.м. пов’язані родовища нафти, газу, солі і вугілля. 